# Frades (Galiza)
Frades é um município da Espanha na província 
da Corunha, 
comunidade autónoma da Galiza, de área 81,61 km² com 
população de 2920 habitantes (2004) e densidade populacional de 35,78 hab/km².

## Demografia
| Variação demográfica do município entre 1991 e 2004 | Variação demográfica do município entre 1991 e 2004 | Variação demográfica do município entre 1991 e 2004 | Variação demográfica do município entre 1991 e 2004 |
| --------------------------------------------------- | --------------------------------------------------- | --------------------------------------------------- | --------------------------------------------------- |
| 1991                                                | 1996                                                | 2001                                                | 2004                                                |
| 3333                                                | 3179                                                | 3006                                                | 2920                                                |